# Zofia Plewińska-Smidowiczowa
Zofia Plewińska-Smidowiczowa (ur. 1888, zm. 1944) – polska działaczka niepodległościowa, malarka, graficzka, ilustratorka i rysowniczka.

## Życiorys

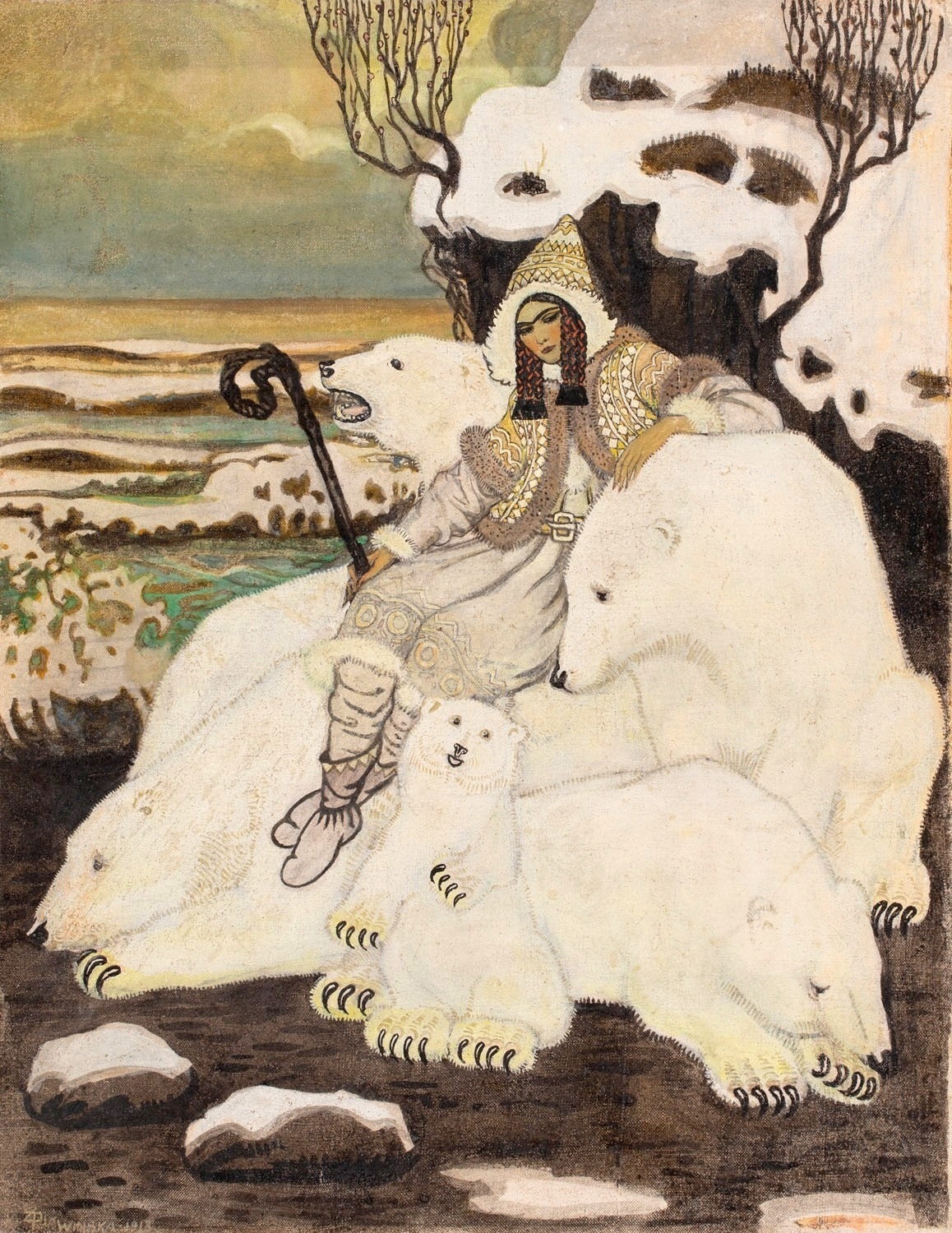
Pasterka białych niedźwiedzi, 1918

Od 1905 studiowała w Szkole Sztuk Pięknych w Warszawie. W 1911 wyjechała do Paryża, powracając do kraju w następnym roku. Potem studiowała w Wiedniu. Przed I wojną światową działała w ruchu skautowskim.
Brała udział w walkach o niepodległość w obozie lewicy. Pracowała jako sanitariuszka w szpitalu legionowym w Jabłonkowie. Z końcem 1914, za zgodą kpt. Stanisława Sław-Zwierzyńskiego, dołączyła do I Brygady Legionów Polskich. Walczyła w męskim przebraniu, posługując się imieniem Leszek Pomianowski. Trafiła na front, a także pełniła zadania wywiadowcze. Choć inni żołnierze domyślili się, kim naprawdę jest Plewińska, jej dalszy udział w wojsku przekreślił dopiero pogarszający się stan zdrowia. Pomimo protestów, w 1915 została odesłana do szpitala. Następnie włączyła się w działania Polskiej Organizacji Wojskowej. Kolportowała nielegalne druki, fałszowała dokumenty okupacyjne dla członków konspiracji.
Spisała wspomnienia z okresu pracy niepodległościowej. W 2019 zostały wydane przez Muzeum Historii Polski w tomie Kobiety niepodległości. Wspomnienia z lat 1910–1918.
W malarstwie posługiwała się przede wszystkim akwarelą i techniką olejną, a także rysowała, projektowała witraże, zajmowała się kolorową litografią i malarstwem na szkle Jej twórczość nacechowana była secesyjną stylistyką. Głównym źródłem inspiracji były dla niej baśnie i legendy, choć tworzyła także prace o treści patriotycznej czy rysunki z życia legionów. Niektóre rysunki o tej tematyce jeszcze w czasie I wojny światowej publikowano w „Wiadomościach Polskich”. Jej dzieła wystawiano w Zachęcie (1908–1923, wystawa monograficzna w 1925), w Towarzystwie Przyjaciół Sztuk Pięknych w Krakowie (1911), w Moskwie (1913), w paryskim Grand Palais (1913), w Wilnie (1914) czy w Salonie Polskiej Sztuki Nowoczesnej (1920). W 1926 została członkinią Towarzystwa Zachęty Sztuk Pięknych, a w 1938 Bloku Zawodowych Artystów Plastyków. Współpracowała z redakcją „Płomyka”. Malowała pocztówki.
Stworzyła ilustracje do publikacji: Olek Niedziela autorstwa Marii Czaplickiej (1911), Trzy powiastki o harcerzach Zuzanny Rabskiej (1921), Opowiadanie o urwisie Antku i o szkrabie, morskim chłopcu oraz inne dziwne historje Marii Niklewiczowej (1922), Baśń o szopce Artura Oppmana (ok. 1922). Napisała także opowiadanie Dar Jaskółek, które ukazało się w 1934 roku.
Po wybuchu II wojny światowej zaangażowała się w działalność konspiracyjną. Była kurierką na terenie Warszawy. Zginęła w powstaniu warszawskim.
Większość jej dorobku zaginęła w okresie II wojny światowej.